# Bohuslav Brauner
Bohuslav Brauner (8 de maig de 1855, Praga, Txèquia - 15 de febrer de 1935, Praga, Txecoslovàquia) fou un destacat químic txec que ubicà la sèrie dels elements químics lantanoides en la seva posició actual a la taula periòdica.

## Biografia
La família Brauner era de classe mitjana acomodada, amb una educació extensa i interessos científics i polítics amplis. El seu pare, el Dr. Francis Brauner, era advocat i líder polític txec. La seva mare, Augusta, era filla de Karl August Neumann, professor de química al Praga Technical College. De nen, Brauner entrà en contacte amb les nombroses personalitats científiques, intel·lectuals i polítiques que freqüentaven la casa dels seus pares. Mostrà un interès primerenc per la ciència i estudià a l'Escola Politècnica Txeca. El 1873 ingressà a la Universitat de Praga, on assistí a cursos de química i realitzà investigacions en anàlisi de metalls i preparacions orgàniques. Preferint la química inorgànica, Brauner anà a la universitat de Heidelberg el 1878 per formar-se amb Robert Bunsen. Tornà a Praga el 1880 per doctorar-s'hi. Després anà a Anglaterra aquell mateix any per treballar sota la direcció de Sir Henry Enfield Roscoe a l'Owen's College de Manchester. El 1882 Brauner fou nomenat professor de química a la branca txeca de la Universitat Carolina de Praga, on gradualment la seva influència fe que l'anglès fos la llengua del laboratori. Ascendí a docent el 1885 i el 1886 es casà amb Ludmilla, filla adoptiva del professor Safarik, el seu predecessor a Praga. La parella tingué dos fills i una filla. Ascendí a professor ajudant el 1890, i a professor titular el 1897. Exercí un paper important en la construcció d'un institut químic, finalitzat el 1904 a la universitat. Patí una trombosi el 1922, però no quedà incapacitat retirant-se de la vida acadèmica el 1925.

## Obra
El principal camp de recerca de Brauner consistí en gran part en l'estudi experimental de la llei periòdica dels elements químics publicada el 1869 pel rus Dmitri I. Mendeléiev. Atès que el sistema tenia molts problemes: buits, massa elements per a una mateixa posició, anomalies de masses atòmiques, no era plenament acceptat per la comunitat científica. Però el 1875 amb el descobriment del gal·li pel francès Paul É. Lecoq de Boisbaudran, que Mendeléiev havia predit, convencé Brauner de la validesa del sistema de Mendeléiev. A Heidelberg amb el calorímetre de Bunsen determinà la capacitat calorífica de l'urani d'on deduí que la seva massa atòmica era de 240, com havia previst Mendeléiev. Brauner, que esdevindria corresponsal i amic de Mendeléiev, prosseguí aquesta línia de recerca i començà a treballar en la massa atòmica del beril·li, ja que el seu valor acceptat, 13, no estava d'acord amb la seva posició a la taula periòdica. Treballant amb John I. Watts, Brauner demostrà que els mesuraments anteriors eren defectuosos i que el valor correcte era de 9, confirmant així el lloc del beril·li al capdavant del Grup II, com havia insistit Mendeléiev. Posteriorment, Brauner dedicà la major part de la seva atenció a determinar les posicions adequades dels elements anomenats terres rares. Mentre treballava amb ceri, produí CeF₄ • H₂O i, per tant, fou el primer a preparar una sal de ceri quadrivalent. A partir d'aquest compost, calculà la massa atòmica del ceri com a 141,1. col·locar-lo al grup IV. Més tard revisà aquest valor a 140,22. També determinà les masses atòmiques del lantani, 138,92; praseodimi, 140,9; neodimi, 144,3; samari, 150,4. Això permeté a Brauner concloure que les terres rares són un grup d'elements íntimament relacionats que ocupen un lloc únic a la taula periòdica: entre el nombre atòmic 57 (lantani) i el nombre atòmic 72 (hafni). El 1882 publicà una taula periòdica on els lantanoides figuraven agrupats en una fila fora de la taula periòdica. Brauner també estudià la massa atòmica del tel·luri, una anomalia perquè es creia que era 128, superior a la del iode (127), tot i que se suposava que precedia el iode en el sistema de Mendeléiev. El valor de Brauner de 127,61 pel tel·luri, tot i que encara és una inversió, continua sent el valor acceptat avui.
En les dècades següents a 1900, Brauner revisà els seus resultats de masses atòmiques anteriors i determinà les de l'estany i del tori. Discutí la posició de l'hidrogen a la taula periòdica, donant suport a l'assignació de Medeléiev d'aquest element al lloc del grup I. Durant els seus experiments amb ceri es convertí en el primer a preparar el fluor elemental per un mètode químic. Quan es descobriren els gasos nobles a l'atmosfera, Brauner no estava disposat a reconèixer-los com a nous elements; suggerí que l'heli podria ser un al·lòtrop de l'hidrogen i que l'argó podria ser un nitrogen triatòmic.
En 1888, Brauner defensà l'adopció de l'oxigen en lloc de l'hidrogen com a estàndard per calcular les masses atòmiques. Reactivant un argument anteriorment presentat per Jean-Charles Galissard de Marignac, Brauner afirmà que el canvi seria avantatjós, ja que la majoria dels elements tindrien llavors de masses atòmiques més propers a un nombre sencer. Aquesta proposta fou finalment acceptada i es començà a emprar el 1904. Brauner fou membre del Comitè Internacional sobre Elements Químics del 1921 al 1930. El 1921 la definició de massa atòmica havia quedat mal definida com a resultat del descobriment dels isòtops, Brauner demanà la formació d'un subcomitè de masses atòmiques i en fou el primer president. Brauner fou convidat a aportar seccions sobre masses atòmiques pel Handbuch der anorganischen Chemie d'Abegg, i passà entre 1904 i 1913 preparant i traduint els materials necessaris. El 1906 escriví una secció sobre elements de terres rares per a una edició revisada dels Principis de la quimica de Mendeléiev. Col·laborar amb el seu ajudant, H. Krepelka, en un llibre de text qualitatiu (en txec) publicat el 1919. A més, donà suport a la revista, Col·lecció de comunicacions químiques txecoslovaques, que fou fundada el 1929 i editada per E. Votocek i J . Heyrovsky. Com a "neo-eslavista" cultural, Brauner popularitzà les idees de Mendeléiev i escriví per a revistes angleses sobre les contribucions d'altres científics russos. Brauner rebé nombrosos honors en la seva vida. Fou un membre destacat de l'Acadèmia Txeca de Ciències i del Consell Nacional de Recerca de Txecoslovàquia. Fou reconegut per societats científiques d'Anglaterra, Estats Units, França, Polònia, Rússia i Àustria; i fou honrat i condecorat pels governs d'Àustria, Iugoslàvia i França.